# Рдесник стиснутий
Рдесник стиснутий (Potamogeton compressus) — вид багаторічних водних трав'янистих росли родини рдесникові (Potamogetonaceae), поширений у помірній Євразії.

## Опис
Багаторічна рослина 50–120 см завдовжки. Суцвіття 10–15-квіткові. Квітконоси значно довші від суцвіть. Стебло сплюснуте, майже 2-криле. Листки біля основи без горбків, з 3–5 головними жилками. Плоди до 4 мм завдовжки, з коротким носиком і тупим кілем. Рослина однорічна, занурена в прісну воду. Кореневище відсутнє. Стебла густо розгалужені, стиснені, 1.2–3.5 мм завширшки. Колоски 1.6–3.3 см в 4–7 колотівках протилежних квітів. 2n = 26.

## Поширення
Поширений у помірній Євразії
В Україні зростає в стоячих водах ставків і озер, в заплавах річок — на більшій частині території, крім Карпат і Криму.

## Галерея

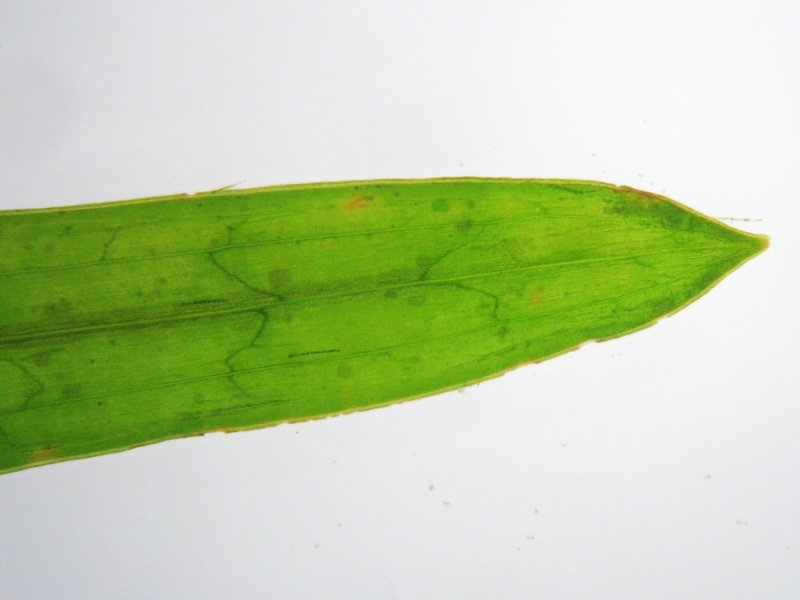
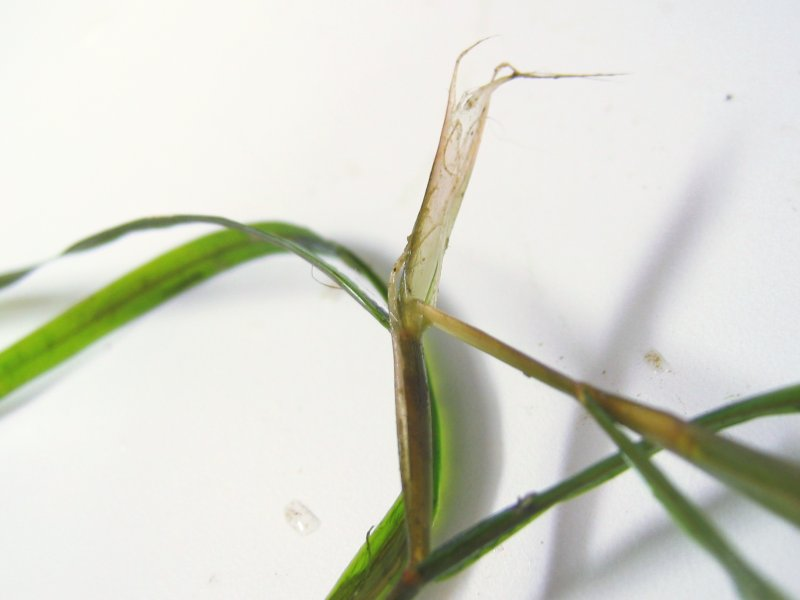